# Pyramide
«Pyramide» — восьмий студійний альбом французького поп-співака Метта Покори. Реліз відбувся 12 квітня 2019 року.

## Список композицій
1. "Pyramide" — 2:55
2. "Les Planètes" — 3:52
3. "Ouh na na" — 3:02
4. "Seul" — 2:55
5. "La regarder s'en aller" — 3:26
6. "Alter ego" — 3:55
7. "California Sunset" — 4:14
8. "Effacé" — 3:22
9. "Barrio" — 3:22
10. "Perdu" — 3:05
11. "Tombé" — 3:53
12. "L'amour vs. l'amitié" — 3:45
13. "Two Left Feet" — 3:29

## Чарти
Тижневі чарти
| Чарт (2019-2020)                | Позиція |
| ------------------------------- | ------- |
| Бельгія (Фландрія) (Ultratop)   | 123     |
| Бельгія (Валлонія) (Ultratop)   | 1       |
| Франція (SNEP)                  | 1       |
| Франція (SNEP Physique)         | 1       |
| Франція (SNEP Téléchargement)   | 1       |
| Швейцарія (Schweizer Hitparade) | 8       |
| Швейцарія (Romandie)            | 2       |

## Сертифікація та продажі
| Країна         | Сертифікат (таблиця продажів та сертифікатів) | Продажі  |
| -------------- | --------------------------------------------- | -------- |
| Бельгія (BEA)  | Золото                                        | +10,000  |
| Франція (SNEP) | 3 × Платина                                   | +300,000 |